# GP Denain 1986
De 28e editie van de wielerwedstrijd GP Denain werd gehouden op 3 april 1986. De start en finish vonden plaats in Denain in het Franse Noorderdepartement. De winnaar was de Fransman Bruno Wojtinek, gevolgd door Johan Capiot en Christophe Lavainne.

## Uitslag
| GP Denain 1986 |                            |                                 |      |
| Plaats         | Naam                       | Ploeg                           | tijd |
| Winnaar        | Bruno Wojtinek             | Peugeot-Shell-Michelin          |      |
| 2              | Johan Capiot               | Roland-Van de Ven-Colnago-Lucas |      |
| 3              | Christophe Lavainne        | Système U                       |      |
| 4              | Paul Sherwen               | Raleigh-Weinmann                |      |
| 5              | Jean-Philippe Vandenbrande | Hitachi-Marc-Splendor           |      |
| 6              | Gilbert Duclos-Lassalle    | Peugeot-Shell-Michelin          |      |
| 7              | Ronny Van Holen            | Lotto-Merckx-Emerxil            |      |
| 8              | Paul Haghedooren           | Lotto-Merckx-Emerxil            |      |
| 9              | Jan Nevens                 | Lotto-Merckx-Emerxil            |      |
| 10             | Patrick Cocquyt            | Hitachi-Marc-Splendor           |      |

1959 · 1960 · 1961 · 1962 · 1963 · 1964 · 1965 · 1966 · 1967 · 1968 · 1969 · 1970 · 1971 · 1972 · 1973 · 1974 · 1975 · 1976 · 1977 · 1978 · 1979 · 1980 · 1981 · 1982 · 1983 · 1984 · 1985 · 1986 · 1987 · 1988 · 1989 · 1990 · 1991 · 1992 · 1993 · 1994 · 1995 · 1996 · 1997 · 1998 · 1999 · 2000 · 2001 · 2002 · 2003 · 2004 · 2005 · 2006 · 2007 · 2008 · 2009 · 2010 · 2011 · 2012 · 2013 · 2014 · 2015 · 2016 · 2017 · 2018 · 2019 · 2020 · 2021 · 2022 · 2023 · 2024 · 2025